# Bulbophyllum alabastraceus
Bulbophyllum alabastraceus é uma espécie de orquídea (família Orchidaceae) pertencente ao gênero Bulbophyllum. Foi descrita por P.Royen em 1979.